# Merostachys brevispica
Merostachys brevispica är en gräsart som beskrevs av William Munro. Merostachys brevispica ingår i släktet Merostachys och familjen gräs. Inga underarter finns listade i Catalogue of Life.